# Teatr Barakah w Krakowie
Teatr Barakah (stylizowane na Teatr BARAKAH) – prywatny teatr repertuarowy działający na Kazimierzu w Krakowie, założony w 2004 roku przez Michała Nowickiego i Monikę Kufel. W sierpniu 2007 roku z ich inicjatywy powstała Fundacja Dziesięciu Talentów na rzecz Teatru Barakah, organizacja pozarządowa o charakterze non profit, której celem jest m.in. prowadzenie i działalność Teatru Barakah. Teatr utrzymuje się wyłącznie z konkursów grantowych i działalności statutowej.
Od 2013 siedziba teatru znajduje się przy ul. Paulińskiej 28 w Krakowie, w kamienicy będącej przed II wojną światową Nową Mykwą.
Pierwszym spektaklem teatru jest monodram Szafa w reż. Michała Nowickiego, za który Monika Kufel otrzymała nagrodę na Międzynarodowym Festiwalu „Aktor Europy” w Macedonii. Ministra Kultury i Dziedzictwa Narodowego, Hanna Wróblewska, nadała 12 grudnia 2024 roku Brązowe Medale „Zasłużony Kulturze Gloria Artis” Monice Kufel i Michałowi Nowickiemu – założycielom Teatru BARAKAH. Odznaczenia przyznano za ich dorobek artystyczny oraz działalność kulturalną. 
W teatrze oprócz produkcji teatralnych odbywają się wydarzenia z innych dziedzin sztuki, m.in. spotkania literackie, wystawy sztuki, pokazy filmowe, jam session oraz koncerty polskich i zagranicznych wykonawców muzycznych. Część wydarzeń artystycznych odbywa się w działającej przy teatrze ArtCafe Barakah.
Nazwa „Barakah” oznacza w języku arabskim i hebrajskim „błogosławieństwo, esencję życia, dar Boga”.

## Spektakle
- Szafa Moniki Kufel i Marcina Białego w reż. Michała Nowickiego (2004),
- Cin Moniki Kufel w reż. Michała Nowickiego (2007),
- Klinika dobrej śmierci Jacka Getnera w reż. Michała Nowickiego (2008),
- Garderoba Miro Procházka w reż. Miro Procházka (2008),
- Damska toaleta Rodolfa Santany w reż. Michała Nowickiego (2009),
- Szyc Hanocha Levina w reż. Michała Nowickiego (2010),
- Jednoręki ze Spokane Martina McDonagha w reż. Michała Nowickiego (2011),
- Statek dla lalek Mileny Marković w reż. Michała Nowickiego (2011),
- Kłamczucha Andrzeja Sadowskiego w reż. Andrzeja Sadowskiego (2012),
- Martwe wesele Asji Srnec Todorović w reż. Michała Nowickiego (2012),
- Królowa wanny Hanocha Levina w reż. Michała Nowickiego (2013),
- Dyktanda Stanisława Lema w reż. Michała Nowickiego (2014),
- Tajemnicza Kamila w reż. Reżysera (2014),
- Hotel Kijów Judyty Berłowskiej i Mariusza Babickiego w reż. Judyty Berłowskiej (2015),
- Noce Waniliowych Myszy odc. 1. Kurwidołek Dawida Barańskiego, Amadou Guindo i Grzegorza Likego w reż. Michała Nowickiego (2015),
- Sąsiedzi Andrzeja Sadowskiego w reż. Andrzeja Sadowskiego (2015),
- Dali Patrycji Kowańskiej w reż. Agaty Woźnickiej i Bartosza Ostrowskiego (2015),
- Noce Waniliowych Myszy odc. 2. Latawisko Dawida Barańskiego, Amadou Guindo i Grzegorza Likego w reż. Michała Nowickiego (2015),
- Świadkowie Tadeusza Różewicza w reż. Piotra Jędrzejasa (2015),
- Noce Waniliowych Myszy odc. 3. Wyborowo Dawida Barańskiego, Amadou Guindo i Grzegorza Likego w reż. Michała Nowickiego (2015),
- Noce Waniliowych Myszy odc. 4. Ciasna Góra Dawida Barańskiego, Amadou Guindo i Grzegorza Likego w reż. Michała Nowickiego (2015),
- Noce Waniliowych Myszy odc. 5. Lokalna kretynka Dawida Barańskiego, Amadou Guindo i Grzegorza Likego w reż. Michała Nowickiego (2015),
- Noce Waniliowych Myszy odc. 6. Szeherezjada, czyli baśń z jednej nocy Dawida Barańskiego, Amadou Guindo i Grzegorza Likego w reż. Michała Nowickiego (2016),
- Noce Waniliowych Myszy odc. 7. Dżojstik zagłady! Dawida Barańskiego, Amadou Guindo i Grzegorza Likego w reż. Michała Nowickiego (2016),
- Requiem Hanocha Levina w reż. Macieja Gorczyńskiego (2016),
- Czarny pistolet Filipa Bochenka w reż. Filipa Bochenka (2016),
- Wkrótce nadejdzie ten czas Line Knutzon w reż. Michała Nowickiego i Pawła Partyki (2016),
- Noce Waniliowych Myszy odc. 8. Tajemnica łasicy Dawida Barańskiego, Amadou Guindo i Grzegorza Likego w reż. Michała Nowickiego (2017),
- Noce Waniliowych Myszy odc. 9. Tęcza Śmierci Dawida Barańskiego, Amadou Guindo i Grzegorza Likego w reż. Michała Nowickiego (2017),
- Rewia Drag Queen – Life & Diamonds w reż. Michała Nowickiego (2017),
- Dzieci z dworca ZOO Christiane F. w reż. Sebastiana Oberca (2017),
- Jednoaktówki Janusza Głowackiego w reż. Józefa Opalskiego (2017),
- Elling Axela Hellsteniusa w reż. Michała Nowickiego (2018),
- Noce Waniliowych Myszy odc. 10. Elementarz polskiego patrioty Dawida Barańskiego, Amadou Guindo i Grzegorza Likego w reż. Michała Nowickiego (2018),
- Teresa Pawła Szarka w reż. Pawła Szarka (2018),
- Całe życie Joanny Oparek w reż. Sebastiana Myłka (2018),
- Rewia Drag Queen – Królowe dancingu w reż. Michała Nowickiego (2018),
- Ja, Sendlerowa Bartka Harata w reż. Michała Nowickiego (2018),
- Noce Waniliowych Myszy odc. 11. Black Szczyt Amadou Guindo i Grzegorza Likego w reż. Michała Nowickiego (2018),
- Sol Invictus Pawła Szarka w reż. Pawła Szarka (2019),
- Noce Waniliowych Myszy odc. 12. QUO VADIS Magiczny Prodiżu? Amadou Guindo i Grzegorza Likego w reż. Michała Nowickiego (2019),
- My Way, My Dream, My Life – Moje marzenie w reż. Michała Nowickiego (2019),
- Rewia Drag Queen – Diamonds of the Night w reż. Michała Nowickiego (2019),
- BARAKAH Songs Moniki Kufel, Michała Nowickiego, Amadou Guindo, Grzegorza Likego w reż. Michała Nowickiego (2019),
- Inni ludzie Doroty Masłowskiej w reż. Macieja Gorczyńskiego (2020),
- Misery Williama Goldmana na podstawie powieści Stephena Kinga w reż. Michała Nowickiego (2020),
- Psy ras drobnych Olgi Hund w reż. Adrianny Alksnin (2020),
- Matka Joanna od Aniołów Jarosława Iwaszkiewicza w reż. Macieja Gorczyńskiego (2021),
- Nowa Rewia – „Come back” w reż. Michała Nowickiego (2021),
- Przełamując fale Larsa von Triera w opracowaniu Vivian Nielsen w reż. Michała Nowickiego (2021),
- Anioły w Ameryce, czyli demony w Polsce Michała Telegi w reż. Michała Telegi (2022),
- Dezerterzy. Terapia na LSD Stanisława Chludzińskiego w reż. Stanisława Chludzińskiego (2022),
- Twin Peaks: do drzwi czerwonych zapukam Grzegorza Likego w reż. Michała Nowickiego (2022),
- Marzyciele Michała Telegi w reż. Michała Telegi (2023),
- Jenner: zostać sobą. Świat według Kardashianów Grzegorza Likego w reż. Michała Nowickiego (2023),
- Rosemary Grzegorza Likego w reż. Michała Nowickiego (2023),
- Poza zero, czyli jak pokochałem bombę Wery Makowskx i Krzysia Zyguckiego w reż. Wery Makowskx (2024),
- Requiem dla snów Anieli Płudowskiej w reż. Michała Nowickiego (2024),
- Na początku była ciemność i zimne ognie według koncepcji Martyny Dyląg, Jori Geruli, Ady Kazimierz i Anny Puzio, z kons. reż. Bartka Juszczaka (2024),
- Persona K2 Anny Burzyńskiej i Magdaleny Łazarkiewicz w reż. Magdaleny Łazarkiewicz (2024),
- Idioci. Spass! Anieli Płudowskiej w reż. Jakuba Zalasy (2025)[6][7].

## Nagrody i wyróżnienia

### Dla Teatru Barakah
- Nagroda za „Stworzenie nowego miejsca na teatralnej mapie Polski” na I Ogólnopolskim Festiwalu Teatralnym PIERWSZY KONTAKT w Toruniu (2011)[8],
- Nagroda im. Leona Schillera za wybitne osiągnięcia w dziedzinie teatru, przyznana przez Związek Artystów Scen Polskich (2012)[9],
- Certyfikat Best Place dla Teatru BARAKAH w Krakowie w kategorii Kultura w plebiscycie organizowanym przez Local Life, w którym wzięło udział ponad 60 000 internautów (2016)[10],
- Marka Radia Kraków za styczeń (2018)[11].

### Dla spektakluSzafa
- Nagroda „Szczebel do kariery” dla Moniki Kufel na XXXIII Ogólnopolskim Festiwalu Teatrów Jednego Aktora we Wrocławiu (2004)[12],
- Nagroda aktorska – „Krzyż Zwycięstwa” dla Moniki Kufel na Międzynarodowym Festiwalu „Aktor Europy” w Macedonii w Otesevo od tamtejszego Ministra Kultury Blagoja Stefanovskiego (2005)[10],
- Wyróżnienie na XI Ogólnopolskim Konkursie na Wystawienie Polskiej Sztuki Współczesnej (2005)[13],
- Wyróżnienie na Festiwalu Teatrów Niewielkich w Lublinie (2006)[10],
- II Nagroda na Festiwalu Sztuki Teatralnej w Rybniku (2007)[14].

### Dla spektakluKlinika dobrej śmierci
- Nagroda w Ogólnopolskim Konkursie TOPORNIADA, upamiętniającym twórczość Rolanda Topora (2008)[15],
- Wyróżnienie na XV Ogólnopolskim Konkursie na Wystawienie Polskiej Sztuki Współczesnej (2009)[16].

### Dla spektakluSzyc
- Nagroda aktorska dla Karola Śmiałka za rolę Czerhesa na XL Jeleniogórskich Spotkaniach Teatralnych (2010)[17],
- Nagroda za reżyserię dla Michała Nowickiego na I Ogólnopolskim Festiwalu Teatralnym „Pierwszy Kontakt” w Toruniu (2011)[8],
- Nagroda w wysokości 10 tys. zł na I Ogólnopolskim Festiwalu Teatralnym „Pierwszy Kontakt” w Toruniu (2011)[18],
- Nagroda „Złoty Miedziak” za muzykę dla Renaty Przemyk na XIII Polkowickich Dniach Teatru (2011)[18].

### Dla spektakluSąsiedzi
- Zwycięstwo Jacka Wojciechowskiego w „Subiektywnym spisie aktorów teatralnych” Jacka Sieradzkiego (2015)[19],
- Wyróżnienie na XXI Ogólnopolskim Konkursie na Wystawienie Polskiej Sztuki Współczesnej (2015)[20].

### Dla spektakluRequiem
- Nagroda za scenografię dla Iwony Bandzarewicz na Festiwalu TOPOFFFestiwal w Tychach (2017)[21].

### Dla spektakluNoce Waniliowych Myszy odc. 7. Dżojstik zagłady!
- III miejsce w konkursie Krakowskie Złote Maski na najpopularniejszy spektakl Krakowa (2017)[22].

### Dla spektakluDzieci z dworca ZOO
- Najlepszy spektakl zespołowy sezonu 2017/2018 w Krakowie wg Łukasza Maciejewskiego (2018)[10],
- Studencka Nagroda Teatralna Chodźże do teatru – Najlepszy aktor sezonu 2017/2018 dla Romana Gancarczyka (2018)[23].

### Dla spektakluInni ludzie
- Iwona Bandzarewicz w finale VI edycji Konkursu Fotografii Teatralnej w kategorii „zestaw dokumentacyjny z przedstawienia” (2020)[24],
- Wyróżnienie dla Piotra Mateusza Wacha w „Subiektywnym spisie aktorów teatralnych” Jacka Sieradzkiego (2021)[25],
- Wyróżnienie dla Piotra Korzeniaka i zespołu Cukry w składzie: Karolina Głogowska, Lena Witkowska, Agnieszka Kocińska, którzy znaleźli się wśród NAJLEPSZYCH 2021/2022 w Miesięczniku „Teatr”, gdzie Kalina Zalewska umieściła ich na liście „Najlepsza muzyka” (2022)[26],
- Wyróżnienie dla Piotra Mateusza Wacha, który znalazł się wśród NAJLEPSZYCH 2021/2022 w Miesięczniku „Teatr”, gdzie Kalina Zalewska umieściła go na liście „Najlepsza choreografia” (2022)[26],
- Spektakl znalazł się w finale 27. Ogólnopolskiego Konkursu na Wystawienie Polskiej Sztuki Współczesnej (2021)[27],
- Nagroda Indywidualna za rolę dla Piotra Mateusza Wacha na XX Ogólnopolskim Festiwalu Dramaturgii Współczesnej „Rzeczywistość przedstawiona” w Zabrzu (2021)[28],
- Nagroda Indywidualna za rolę dla Michała Nowickiego na XX Ogólnopolskim Festiwalu Dramaturgii Współczesnej „Rzeczywistość przedstawiona” w Zabrzu (2021)[28],
- Wyróżnienie za rolę dla Moniki Kufel na XX Ogólnopolskim Festiwalu Dramaturgii Współczesnej „Rzeczywistość przedstawiona” w Zabrzu (2021)[28],
- Nagroda za reżyserię dla Macieja Gorczyńskiego na XX Ogólnopolskim Festiwalu Dramaturgii Współczesnej „Rzeczywistość przedstawiona” w Zabrzu (2021)[28],
- Nagroda za muzykę w ramach 27. edycji Ogólnopolskiego Konkursu na Wystawienie Polskiej Sztuki Współczesnej dla Piotra Korzeniaka i zespołu CUKRY w składzie: Karolina Głogowska, Lena Witkowska, Agnieszka Kocińska (2022)[27],
- Nagroda za adaptację tekstu i reżyserię w ramach 27. edycji Ogólnopolskiego Konkursu na Wystawienie Polskiej Sztuki Współczesnej dla Macieja Gorczyńskiego (2022)[27].

### Dla spektakluPsy ras drobnych
- Wyróżnienie dla Adrianny Alksnin, która znalazła się wśród NAJLEPSZYCH 2020/2021 w Miesięczniku „Teatr”, gdzie Aneta Kyzioł umieściła ją na liście „Najciekawszych debiutów” (2021)[29].

### Dla spektakluAnioły w Ameryce, czyli demony w Polsce
- Marka Radia Kraków za wiosnę (2022)[30].

### Dla spektakluMarzyciele
- Wyróżnienie dla Kacpra Kujawy, który znalazł się wśród NAJLEPSZYCH 2022/2023 w Miesięczniku „Teatr”, gdzie Tomasz Domagała umieścił go na liście „Najciekawszych debiutów” (2023)[31].

### Dla spektakluTwin Peaks: do drzwi czerwonych zapukam
- Wyróżnienie dla Michała Kościuka, który znalazł się w zestawieniu pt. „Leony 2022, czyli co recenzentowi w duszy zagrało”, gdzie Mateusz Leon Rychlak umieścił go w kategorii „Aktorzy”[32].
- Nagroda specjalna w wysokości 10 tys. zł dla Michała Nowickiego za koncepcję i reżyserię w ramach 12. edycji Konkursu o Nagrodę Teatralną im. Stanisława Wyspiańskiego (2023)[33].

### DlaJenner: zostać sobą. Świat według Kardashianów
- Wyróżnienie spektaklu w podsumowaniu 2023 roku w teatrze w „Podcaście o teatrze” (2024)[34],
- Spektakl znalazł się na podium wyróżnionych spektakli w „Subiektywnym podsumowaniu 2023 roku w teatrze” według Pawła Kluszczyńskiego (2024)[35].

### Stypendia
- Stypendium Ministra Kultury i Dziedzictwa Narodowego dla Michała Nowickiego – projekt „Levin i inni – sceny z życia” (2011)[36],

- Stypendium Ministra Kultury i Dziedzictwa Narodowego dla Moniki Kufel – projekt „Twarzą w twarz, czyli teatr jednego aktora” (2012)[37],
- Stypendium Ministra Kultury i Dziedzictwa Narodowego dla Moniki Kufel – projekt „NA CZACIE” w ramach programu „Kultura w sieci” (2020)[10],
- Stypendium Ministra Kultury i Dziedzictwa Narodowego dla Michała Nowickiego – projekt „e-scena” w ramach „Kultury w sieci” (2020)[10],
- Stypendium Twórcze Miasta Krakowa w dziedzinie zarządzania kulturą i wspieranie kadr kultury dla Moniki Kufel – projekt „Strategia dostępności w teatrze” (2022)[38],
- Stypendium Twórcze Miasta Krakowa w dziedzinie literatura dla Grzegorz Likego – projekt „Twin Peaks: Ogniu krocz ze mną Davida Lyncha – INSPIRACJA” (2022)[38],
- Stypendium Twórcze Miasta Krakowa w dziedzinie animacja i edukacja kulturalna dla Anny Wyrwik – projekt „Jack Kerouac – spotkania filmowe” (2022)[38],
- Stypendium Twórcze Miasta Krakowa w dziedzinie taniec dla Martyny Dyląg – projekt „Na początku była ciemność i zimne ognie” (2024)[39].